# Tapinoma pulchellum
Tapinoma pulchellum (лат.) — вид муравьёв рода тапинома из подсемейства долиходерины (Dolichoderinae). США (Северная Каролина). Социальные паразиты в муравейниках Tapinoma sessile; свои рабочие отсутствуют.

## Этимология
Tapinoma pulchellum — внешне красивый муравей, который также прекрасно воплощает отличительные морфологические черты синдрома инквилина. Специфический эпитет pulchellum — это единственное число именительного падежа среднего рода латинского прилагательного pulchellus, которое является уменьшительным от pulcher, означающего красивый или прекрасный.

## Описание
Мелкие муравьи коричневого и желтовато-коричневого цвета (длина самок и самцов около 2 мм; рабочие неизвестны). Социальный паразит в муравейниках Tapinoma sessile, демонстрирующий морфологические черты инквилинного синдрома. Королевы и самцы мелкие, гораздо меньше рабочих хозяев, и очень похожи друг на друга по размерам и габитусу. Самки, по-видимому, крылатые, а самцы брахиптерные. У обоих полов редуцированная (5, 4) формула щупалец и 12 сегментов в усиках. У самок плоский передний край наличника, зубчатые мандибулы и петиоль с небольшим, дорсально закругленным утолщением в боковой проекции. Самки наиболее сходны с T. incognitum, но легко отличаются от него количеством пальпомер, зубчатыми мандибулами, передним краем наличника, формой петиоля и профилем проподеума (субугловатый с короткой дорсальной поверхностью и длинной, слабо вогнутой задней поверхностью против округлой выпуклости у T. incognitum). Стебелёк между грудью и брюшком состоит из одного сегмента (петиоль).